# Photo (Zeitschrift)
Photo ist ein französisches Magazin für Fotografie.
Photo wird seit der Begründung durch Roger Thérond im Jahr 1967 monatlich bei Hachette Filipacchi Médias publiziert. Das Magazin widmet sich in erster Linie den künstlerischen Aspekten der Fotografie, weniger den technischen. Dabei wird ein besonderes Augenmerk auf Mode- und Aktfotografie gelegt. Die Zeitschrift ist weltweit verbreitet und besonders bekannt für Titelbilder mit Aktbildern von Topmodells und einen jährlichen Wettbewerb für Amateurfotografen. In Photo werden auch Fotostrecken bekannter Fotografen wie David Hamilton oder Peter Beard veröffentlicht. Derzeitiger Chefredakteur ist Éric Colmet-Daage.